# Razzia
Razzia är ett, ofta överraskande, systematiskt genomsökande av ett område eller en lokal för att gripa brottslingar och misstänkt kriminella. Den kan även innebära en oanmäld inspektion i syfte att hitta bevis för en misstänkt överträdelse. Ordet kommer från franska razzia, "räd", i sin tur från arabiska ghaziah, "krig". Ett synonymt begrepp på svenska är "räd".

## Polisrazzia
En aktion företagen av ett uppbåd av poliser som söker efter förbrytare, misstänkta eller bevismaterial benämns polisrazzia, när det sker plötsligt och i sådan omfattning att en misstänkt eller förrymd inte ska kunna slinka undan. Detta sker ofta med speciell samordning och planering vid tillslag mot organiserad brottslighet, såsom droghandelsligor, maffia, sexbrottsnätverk och kriminella gäng.

## Skatterazzia
Skatterazzior hos företag är vanligt förekommande i samband med myndigheternas beskattningsverksamhet och genomförs i företagets lokaler. Därvid kan verksamheten stängas tillfälligt och bokföring, dokument och datorer omhändertas för utredning.

## Gryningsräd
En kontroll/razzia av ett företag som överraskande utförs vid gryningen benämns medialt gryningsräd och utförs då man misstänker att överträdelser har skett i verksamheten. Den kan ske på flera platser samtidigt så att de misstänkta inte kan varna varandra och undanröja bevis.